# Ндалі
Ндалі́ (ндарі; вандалі) — народ групи банту в Танзанії та Малаві.

## Територія, чисельність, мова, релігія
Проживають у гірській місцевості півдня Танзанії (адміністративно це район Іледже регіону Сонгве) й півночі Малаві. Етнічні землі ндалі — між ламбія та ньякуса.
Станом на 2009 рік представників народу ндалі — 263 тисячі осіб, з них 193 тисячі осіб проживають у Танзанії, відповідно 70 тисяч осіб — у Малаві.
Розмовляють мовою кіндалі (чіндалі), виділяється діалект суква (Sukwa). Писемна, на основі латинки. Також люди ндалі використовують суахілі.
За релігією серед людей ндалі є як християни, причому протестанти, так і адепти традиційних культів.

## Суспільство і культура
Клани у складі ндалі: шімвела (Shimwela), ньянґве (Nyangwe), чібхона (Chibhona), кайюні (Kayuni), чейо (Cheyo), калінґа (Kalinga), мога (Mogha), свіла (Swila) тощо.
Національна кухня ндалі включає страви чіпонде (chiponde), що являє собою картопляне пюре з бананами, та хінґундья-нґаті (Hingundya-ngati), тобто рис з куркою, а також угалі, страви з батату й маніоку.
Люди ндалі відомі своїми знаннями лікарських рослин, зокрема і в сусідніх народів.